# Sion (Valais)
Pour les articles homonymes, voir Sion.
Sion (en allemand : Sitten) est une ville et une commune de Suisse, chef-lieu et ville la plus peuplée du canton du Valais et du district homonyme.

## Géographie

### Situation

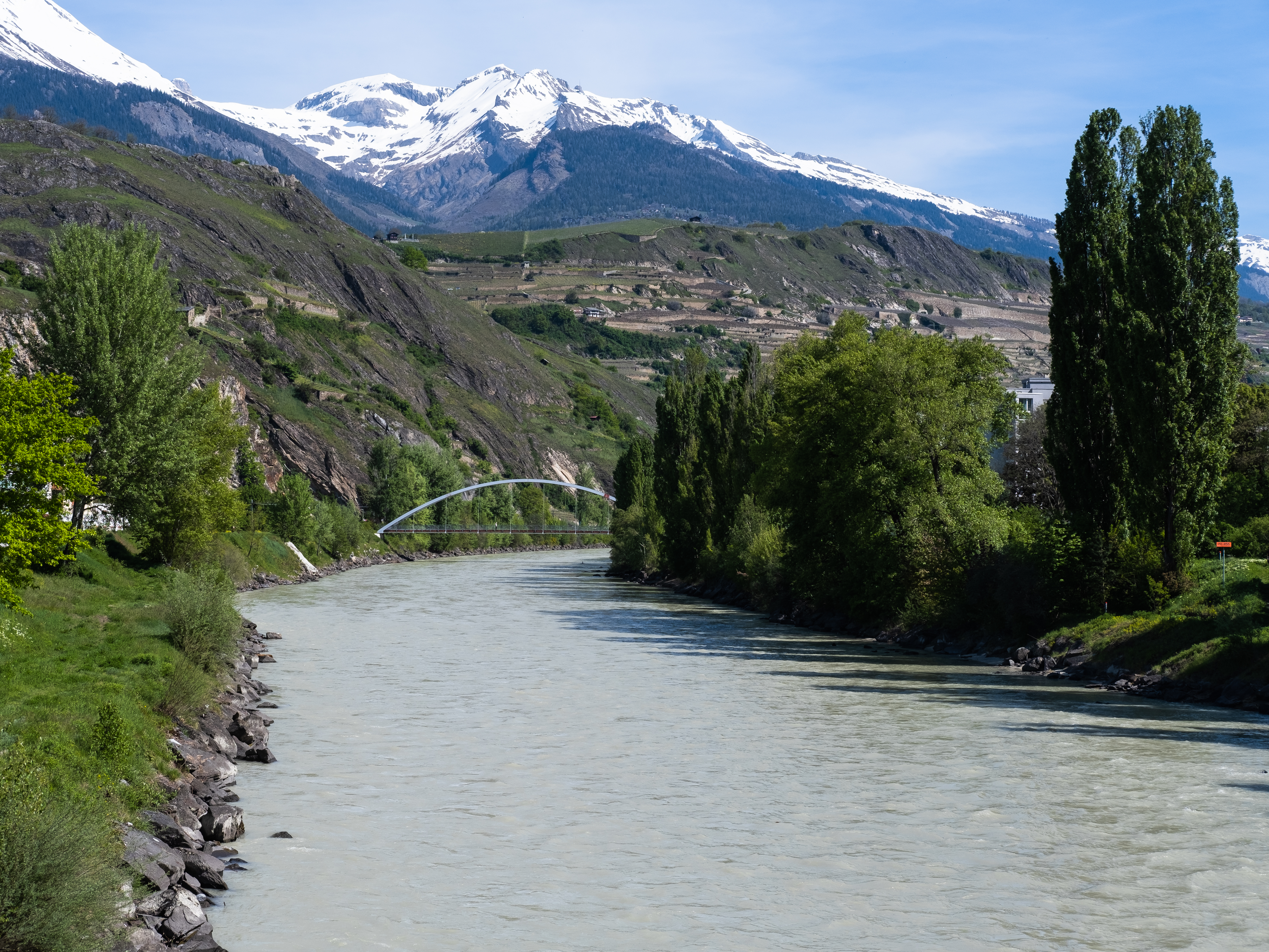
Le Rhône à Sion.

La commune de Sion se trouve dans le district de Sion, dans le canton du Valais, desquels elle est le chef-lieu. La ville de Sion est établie principalement sur la rive droite du Rhône, dans la partie centrale de la vallée du Rhône, sur le cône de la Sionne ; la commune y est délimitée à l'est par la Lienne et à l'ouest par la Morge de Conthey, à 9 km de sa limite orientale. Les vignobles sous le plateau de Savièse servent quant à eux de frontière septentrionale. Enfin, au sud, la commune s'étend sur la rive gauche du Rhône du débouché du val d'Hérens à celui du val de Nendaz.
Le territoire de Sion mesure 34,85 km2. Lors du relevé de 2013-2018, les surfaces d'habitations et d'infrastructures représentaient 37,6 % de sa superficie, les surfaces agricoles 32,9 %, les surfaces boisées 22,7 % et les surfaces improductives 6,6 %.
La commune comprend comme localités Pont-de-la-Morge, Châteauneuf, Montorge, La Muraz, Molignon et Uvrier en rive droite et Arvillard, Turin, Pravidondaz, Salins, Les Agettes, Chandoline, la Crête, Maragnénaz, Pont-de-Bramois et Bramois en rive gauche,,. Le pont du Rhône se trouve à 493 m d'altitude, la place de La Planta à 508 m et le château de Tourbillon à 658 m. Le point le plus haut de la commune se situe à proximité de Thyon (commune de Vex), à 2 193 m,,.

### Climat
On compte 87,6 jours par an de gel à Sion. La température maximale y est inférieure à 0 °C 6,3 jours par an. Elle y est supérieure à +25 °C 75,1 jours par an et supérieure à +30 °C 20,9 jours par an. La durée d'ensoleillement moyenne est de 2 158 heures par année.
Les chutes de neige sont fréquentes en hiver, mais le manteau neigeux disparaît rapidement. Il persiste rarement plus de deux semaines. Les fréquents épisodes de foehn mettent souvent à mal le manteau neigeux. Les quantités de neige et le nombre de jours de neige gisante sont en nette diminution depuis le début des années 1990,,,.
D'intenses chutes de neige se produisent parfois jusqu'en plaine grâce à la présence d'un lac d'air froid. Cela, se produit souvent après une période anticyclonique relativement froide. À l'arrivée d'un front chaud humide, les vents balaient les masses d'air froides dans le Jura et sur le Plateau suisse, tandis que le Valais se retrouve protégé par les Alpes. Et tant que le brassage d'air se fait au-dessus de la limite pluie/neige, il neige jusqu'en plaine. Lors du brassage, il se peut qu'il pleuve par des températures négatives, ce qui donne lieu à des pluies verglaçantes qui durent rarement longtemps, le vent atteignant rapidement les basses couches.
Les 60 cm de neige tombés durant la journée du 10 décembre 2017 constituent un record journalier pour la ville.
| Mois          | jan. | fév. | mars | avril | mai  | juin | jui. | août | sep. | oct. | nov. | déc. | année |
| ------------- | ---- | ---- | ---- | ----- | ---- | ---- | ---- | ---- | ---- | ---- | ---- | ---- | ----- |
| T. min. moy.  | −3   | −1,9 | 1,9  | 5,3   | 9,4  | 13   | 14,5 | 14,1 | 10,4 | 6,1  | 1,1  | −2,4 | 5,7   |
| T. moy. (°C)  | 0,5  | 2,3  | 7,2  | 11,3  | 15,3 | 19   | 20,6 | 19,9 | 15,7 | 10,7 | 5    | 0,9  | 10,7  |
| T. max. moy.  | 5    | 7,6  | 13,5 | 17,6  | 21,5 | 25,4 | 27,4 | 26,6 | 22,1 | 16,9 | 10,1 | 5,1  | 16,6  |
| Ensol. (h)    | 93   | 131  | 188  | 210   | 229  | 254  | 271  | 250  | 208  | 160  | 96   | 68   | 2 158 |
| Préc. (mm)    | 52   | 40   | 37   | 34    | 52   | 48   | 62   | 60   | 38   | 43   | 50   | 68   | 584   |
| J. avec préc. | 7    | 5,6  | 5,9  | 5,2   | 7,5  | 7,4  | 8    | 8,2  | 5,8  | 6,5  | 6,9  | 7,5  | 81,5  |

### Transport
Sion est un nœud intermodal (gare CFF et gare routière). La gare ferroviaire se trouve sur la ligne du Simplon (Lausanne-Milan). L'A9 (Brigue-Lausanne-Vallorbe)  y correspond à la route européenne 62, sorties :   26 (Sion-Ouest) et   27 (Sion-Est). L'aéroport de Sion offre des vols de ligne saisonniers à destination de Londres et des vols charters, notamment à destination de Majorque ou Saint-Tropez.

## Histoire
La ville de Sion fut occupée dès le néolithique (nécropole du Petit-Chasseur), mais celle-ci semble avoir pris son essor surtout à l'époque celte.
Elle tire son nom actuel du latin Sedunum, lui-même dérivé de celui du peuple celte qui vivait là, les Sédunes (en latin : Sedunii). Ceux-ci construisirent sur le site de Sion un oppidum habituellement identifié avec le Drousomagos, signifiant peut-être marché de Drusus ou marché des buissons, cité par Ptolémée et qu'il situe en amont de Martigny.
Jusqu'à la fin de l'époque romaine, Sion reste dans l'ombre de Massongex puis de Martigny, alors appelée Octodure, qui ont l'avantage de se trouver sur la route stratégique du Grand-Saint-Bernard. Ce n'est qu'au Ve siècle, lorsque l'évêque y déplace le siège épiscopal, que la ville devient le centre socio-culturel de la région.
Dès 999, l'évêque de Sion devint comte du Valais. En 1032, le comté est intégré au Saint-Empire romain germanique. À partir de 1189, le comté devient la principauté épiscopale de Sion. Le Moyen Âge et la Renaissance voient s'affronter, sur le terrain de l'unification du Valais et de la lutte de pouvoir, l'évêque et la Diète, qui siège aussi à Sion.
La ville de Sion fut détruite et pillée à plusieurs reprises jusqu'en 1475, date à laquelle les troupes savoyardes furent repoussées à ses portes lors de la bataille de la Planta.
La ville croît alors lentement jusqu'au terrible incendie du 24 mai 1788, qui détruit les deux tiers de la ville qui est reconstruite. Les remparts de la ville sont abattus au XIXe siècle et il n'en reste aujourd'hui que la Tour des Sorciers et la Tour de Guet.
Elle connaît un essor important avec l'arrivée du train.
En 1968, la commune et le village de Bramois ont fusionné avec la municipalité de Sion, tout comme celles de Salins en 2013 et des Agettes en 2017. En 2020, la commune de Sion annonce un projet de « capitale suisse des Alpes » qui prévoit la fusion avec toutes les communes environnantes, de Saint-Léonard à Ardon et d'Evolène à Ayent, pour 2050. Le projet connaît un premier coup dur lorsque Vex, après votation, annonce largement préférer une fusion avec les communes du val d'Hérensà 76 %.

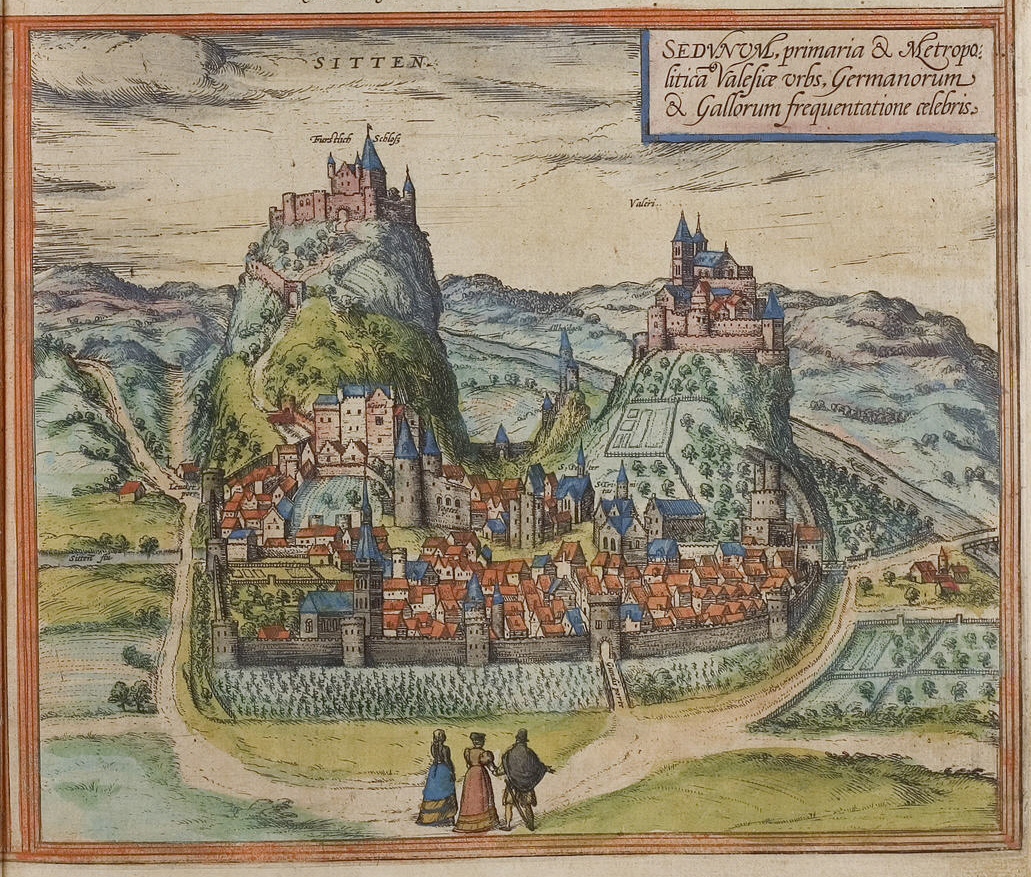
La ville de Sion en 1572.
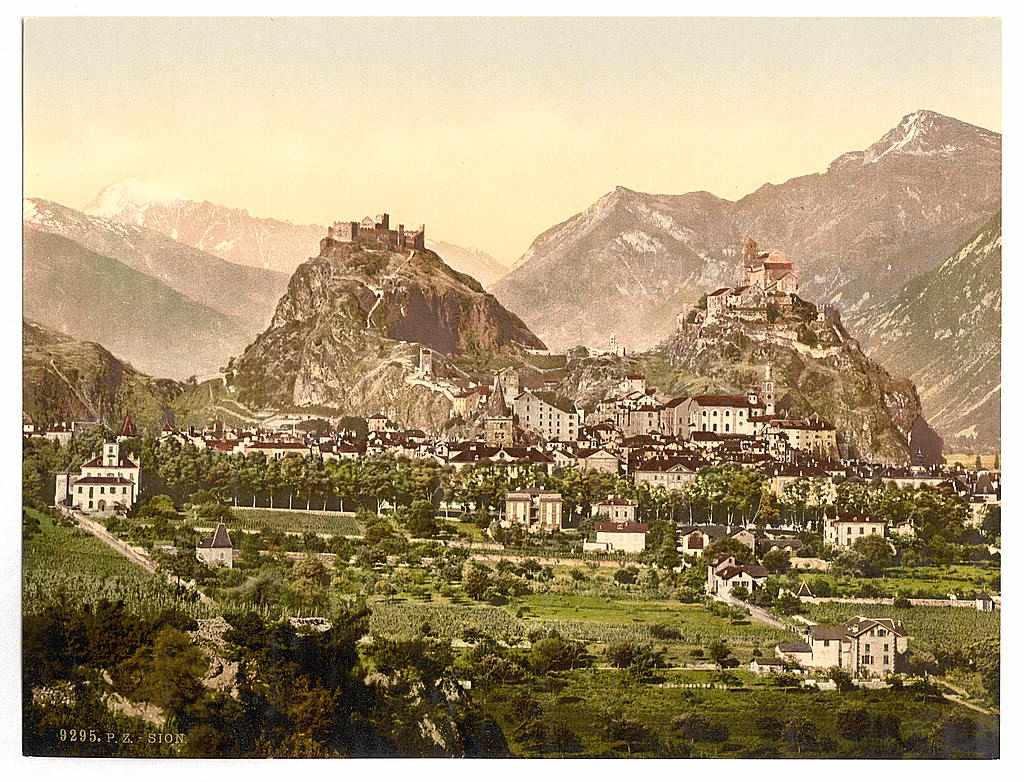
Vue générale de Sion au XIXe siècle.
Photo aérienne (1955).

## Politique

### Conseil municipal
Le Conseil municipal est le pouvoir exécutif de la commune. Ses neuf membres, non permanents à l'exception du Président, sont élus tous les quatre ans par le peuple.
Le 30 novembre 2008, lors des élections, le libéral-radical Marcel Maurer est élu à la présidence de la ville de Sion avec 5 473 voix, devenant le premier président non démocrate-chrétien de la ville. Le 16 octobre 2016, c'est Philippe Varone qui est élu à ce poste avec 3 559 voix.
Le Conseil municipal est composé de 3 membres du Parti libéral-radical (PLR), de 3 membres du Centre, d'un membre des Verts, d'un membre du Parti socialiste (PS) et d'un membre de l’Union démocratique du centre (UDC).

#### Liste des présidents de la ville de Sion
- 1848-1850 : François de Kalbermatten
- 1850-1853 : Hyacinthe Grillet
- 1853-1862 : Ferdinand de Torrenté
- 1863-1866 : Edouard Wolff
- 1867-1872 : Ferdinand de Torrenté
- 1873-1874 : Camille Dénériaz
- 1875-1876 : Alexandre Dénériaz
- 1877-1884 : Auguste Bruttin
- 1885-1892 : Robert de Torrenté
- 1893-1899 : Chales de Rivaz
- 1899-1907 : Joseph Ribordy
- 1907-1910 : Charle-Albert de Courten
- 1918-1920 : Henri Graven
- 1920-1945 : Joseph Kuntschen, PDC
- 1945-1952 : Adalbert Bacher, PDC
- 1953-1955 : Georges Maret, PDC
- 1955-1962 : Roger Bonvin, PDC
- 1962-1972 : Emile Imesch, PDC
- 1972-1972 : Antoine Dubuis, PDC
- 1973-1984 : Félix Carruzzo, PDC
- 1985-1996 : Gilbert Debons, PDC
- 1997-2008 : François Mudry, PDC
- 2009-2016 : Marcel Maurer, PLR
- 2017- : Philippe Varone, PLR

### Conseil général
- PS : 9
- Verts : 8
- LC : 22
- PLR : 12
- UDC : 9

Le Conseil général est le pouvoir législatif de la commune. Ses 60 membres sont élus tous les quatre ans par le peuple. Durant la législature 2024-2028, le Conseil général est composé de 22 élus du Centre, 12 élus du PLR, 9 élus de l'UDC, 9 élus du PS et 8 élus des Verts.

### Bourgeoisie
La commune de Sion comporte aussi une corporation de droit public issue de la commune médiévale : la Bourgeoisie. Le Conseil bourgeoisial compte sept personnes : un président, un vice-président et cinq conseillers ; un chancelier les assiste.

### Jumelages
- Colón (Entre Ríos)
- Philippi (Virginie-Occidentale)
- Selles-sur-Cher (Loir-et-Cher)

## Économie

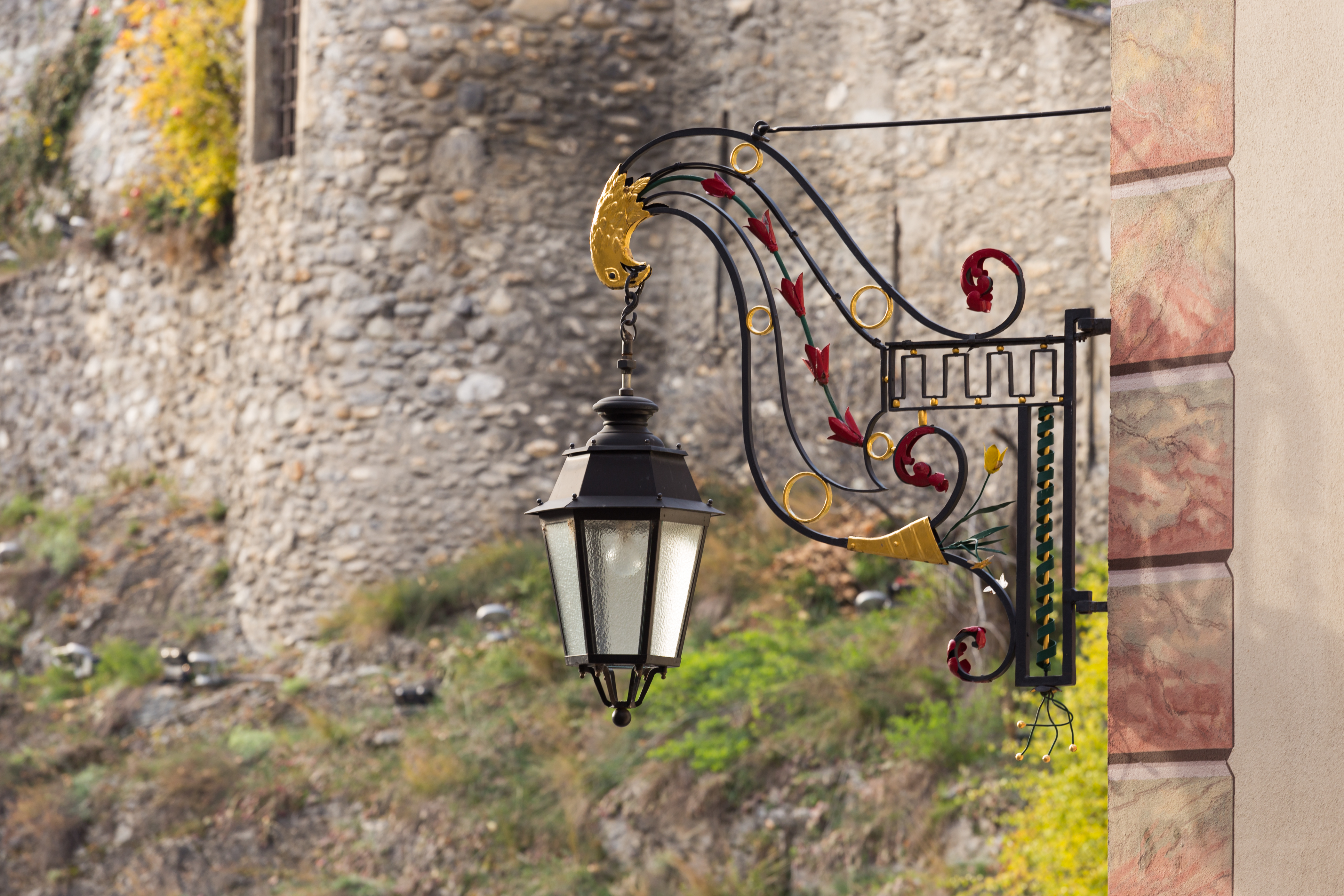
Attrait patrimonial, lanterne en fer forgé dans le vieux Sion

Le secteur tertiaire est la principale activité de la ville, en raison notamment de la présence de l'administration cantonale, du parlement valaisan, et du tribunal cantonal. Le tourisme (nombreux châteaux et musées) est également une activité importante.
Le secteur secondaire est peu représenté, même si une certaine activité horlogère existe (sous-traitance).
Le secteur primaire, bien que marginalisé, n'est pas négligeable : Sion est la troisième commune viticole de Suisse, la culture maraîchère y est également notable. Néanmoins, les surfaces consacrées à l'agriculture et à la viticulture sont en constante régression, à mesure que l'urbanisation progresse.
Finalement, il convient de signaler la présence d'un important site médical, l'hôpital de Sion-Région, qui regroupe les disciplines médicales de pointe. Il est membre du Réseau Santé Valais, et collabore avec le Centre hospitalier universitaire vaudois de Lausanne.
Toujours dans le secteur médical, on trouve à Sion l'Institut central des Hôpitaux valaisans (ICHV), la Clinique romande de réadaptation physique de la SUVA, et l'Institut de recherche en ophtalmologie (IRO - laboratoires en optique, biophysique et oculogénétique).
La commune abrite une usine d'incinération des déchets qui dessert 44 communes avoisinantes[réf. nécessaire]. Cette usine est équipée d'un catalyseur qui ramène les émissions de NOx au-dessous des valeurs limites tolérées[réf. nécessaire]. Demeurent néanmoins les résidus solides de l'incinération[réf. nécessaire]. La chaleur de combustion est convertie en énergie électrique qui est injectée dans le réseau local[réf. nécessaire].

## Population et société

### Gentilé et surnom
Les habitants de la commune se nomment les Sédunois[réf. souhaitée].
Ils sont surnommés les Bordzés, soit les bourgeois en patois valaisan.

### Démographie

#### Evolution de la population
La commune compte 36 624 habitants au 31 décembre 2023 pour une densité de population de 1 051 hab/km2. Sur la période 2010-2023, sa population a augmenté de 15,6 % (canton : 17,0 % ; Suisse : 9,4 %). Au 31 décembre 2021, l’agglomération de Sion compte 89 955 habitants. 

#### Pyramide des âges
En 2023, le taux de personnes de moins de 30 ans s'élève à 32,6 %, au-dessus de la valeur cantonale (31 %). Le taux de personnes de plus de 60 ans est quant à lui de 26,2 %, alors qu'il est de 27,5 % au niveau cantonal.
La même année, la commune compte 17 792 hommes pour 18 832 femmes, soit un taux de 48,6 % d'hommes, inférieur à celui du canton (49,9 %).
| Hommes | Classe d’âge | Femmes |
| ------ | ------------ | ------ |
| 0,7    | 90 ans ou +  | 1,6    |
| 7,8    | 75 à 89 ans  | 11,0   |
| 14,5   | 60 à 74 ans  | 16,7   |
| 19,6   | 45 à 59 ans  | 19,7   |
| 22,7   | 30 à 44 ans  | 20,6   |
| 20,3   | 15 à 29 ans  | 17,6   |
| 14,4   | - de 14 ans  | 12,8   |

| Hommes | Classe d’âge | Femmes |
| ------ | ------------ | ------ |
| 0,6    | 90 ans ou +  | 1,3    |
| 8,0    | 75 à 89 ans  | 10,1   |
| 17,1   | 60 à 74 ans  | 17,9   |
| 21,0   | 45 à 59 ans  | 20,7   |
| 21,3   | 30 à 44 ans  | 20,1   |
| 17,3   | 15 à 29 ans  | 16,0   |
| 14,7   | - de 14 ans  | 14,0   |

### Éducation

#### Enseignement secondaire
La ville de Sion possède deux écoles de maturité pour la formation des étudiants :
- le lycée-collège de la Planta (LCP) ;
- le lycée-collège des Creusets (LCC).

L'École des métiers du Valais est également implantée à Sion (ainsi qu'à Viège).
Autres écoles
- l'École cantonale d'agriculture, située à Châteauneuf / Sion[30] ;
- l'École de Commerce (EC), de Culture Générale (ECG) et Préprofessionnelle (EPP) ;
- l'École de Cirque de Sion sous son chapiteau rouge et jaune[31].

#### Enseignement professionnel
La ville de Sion possède deux écoles professionnelles :
- l'École professionnelle technique et des métiers (EPTM) ;
- l'École professionnelle commerciale et artisanale (EPCA).

#### Enseignement supérieur et recherche
- Haute École spécialisée de Suisse occidentale Valais (HES-SO Valais/Wallis)
  - Sciences de l'ingénieur
    - Systèmes industriels, Technologies du vivant

  - Économie et services
    - Informatique de gestion, Économie d'entreprise

  - Santé-Social
    - Mobilité et réhabilitation, Travail social, Soins et éducation à la santé

- École supérieure de Commerce de Sion.
- Haute école de Musique (HEM-Vs) (également connue sous le nom de Conservatoire supérieur et Académie de musique Tibor Varga)[32]
- Conservatoire cantonal de musique de Sion
- IRO, Institut de Recherche en Ophtalmologie (www.irovision.ch)
- UNIL Valais Campus[33]
- UNIGE Valais Campus[34]

### Sports

#### Athlétisme
Chaque deuxième samedi de décembre a lieu la Course de Noël, une course populaire à travers les rues de la vieille-ville qui comprend également un plateau élites. Le Centre athlétique de Sion existe depuis 1969.

#### Basketball
Le club de la ville est Sion Basket et évolue[Depuis quand ?] en LNB féminine (2e division suisse).

#### Escrime
La Société d'escrime de Sion existe depuis 1945. Fondée par Michel Evéquoz, elle a formé plusieurs escrimeurs qui ont obtenu des médailles lors de la tenue des Jeux olympiques :
- 2000 - JO de Sydney : Sophie Lamon, 2e par équipe, épée dame ;
- 1976 - JO de Montréal : Jean-Blaise Evéquoz, 3e par équipe, épée ;
- 1972 - JO de Munich : Guy Evéquoz, 2e par équipe, épée homme ;
- 2011 - Championnats d'Europe : Tiffany Géroudet, 1re en individuel, épée dame.

Elle a également remporté 9 fois le championnat suisse à l'épée masculine, 3 fois à l'épée féminine, et 4 fois au fleuret masculin.
La ville de Sion a posé sa candidature pour les Jeux olympiques d'hiver de 2002 et de 2006 mais a perdu contre Salt Lake City (Utah, USA) et contre Turin (Italie).

#### Football
Les clubs de la ville sont le FC Sion, le FC Bramois et le FC Châteauneuf. Le FC Sion possédait la particularité d'avoir remporté 13 finales de la Coupe de Suisse sur 13 participations, dont la dernière en 2015 contre le FC Bâle. Cependant, le FC Sion fut battu par le FC Bâle 3 à 0 lors de la finale de la Coupe de Suisse 2017. Ce nombre est symbolique, représentant ainsi les 13 étoiles du drapeau du Valais.
Le club évolue actuellement en Super League (première division) et joue ses matches au stade de Tourbillon.

#### Hockey sur glace
Le club de la ville est la deuxième équipe du Hockey Club Valais-Chablais (fusion entre le HC Sion et le HC Nendaz en 2013 puis avec le HC Martigny Red Ice en 2018). Il évolue dans le championnat de Suisse de hockey sur glace D3. Il dispute ses rencontres à domicile à la patinoire de l'Ancien Stand (près de 2 000 places).

#### Montagne
- Club alpin suisse (CAS) Sion section Monte Rosa

#### Pétanque
Le club de Sion Pétanque organise chaque année le Grand Prix du Valais.

#### Jeux olympiques d'hiver
La ville de Sion tente à trois reprises d'obtenir les Jeux olympiques d'hiver, mais fut trois fois le dauphin du vainqueur :
- Jeux olympiques d'hiver de 1976 à Denver qui finalement refusa au profit d'Innsbruck
- Jeux olympiques d'hiver de 2002 à Salt Lake City
- Jeux olympiques d'hiver de 2006 à Turin

Pour les Jeux olympiques d'hiver de 2026, Sion projetait de se porter candidat, mais un référendum fut organisé le 10 juin 2018, où les valaisans rejettent à 54 % le projet. Sion quant à lui rejette le projet à 60 %.

### Médias
- Le Nouvelliste est le quotidien valaisan édité à Sion ;
- Canal 9, (Sierre) télévision régionale valaisanne ;
- Rhône FM, radio privée valaisanne ;
- RTS Valais région, la rédaction valaisanne de la télévision publique suisse ;
- Le Journal de Sion, publié mensuellement.

## Culture et patrimoine

### Patrimoine bâti
La basilique (mineure) ou château de Valère (ancienne résidence des chanoines du chapitre) et le château de Tourbillon surplombent la ville.

Les châteaux de Valère et Tourbillon.
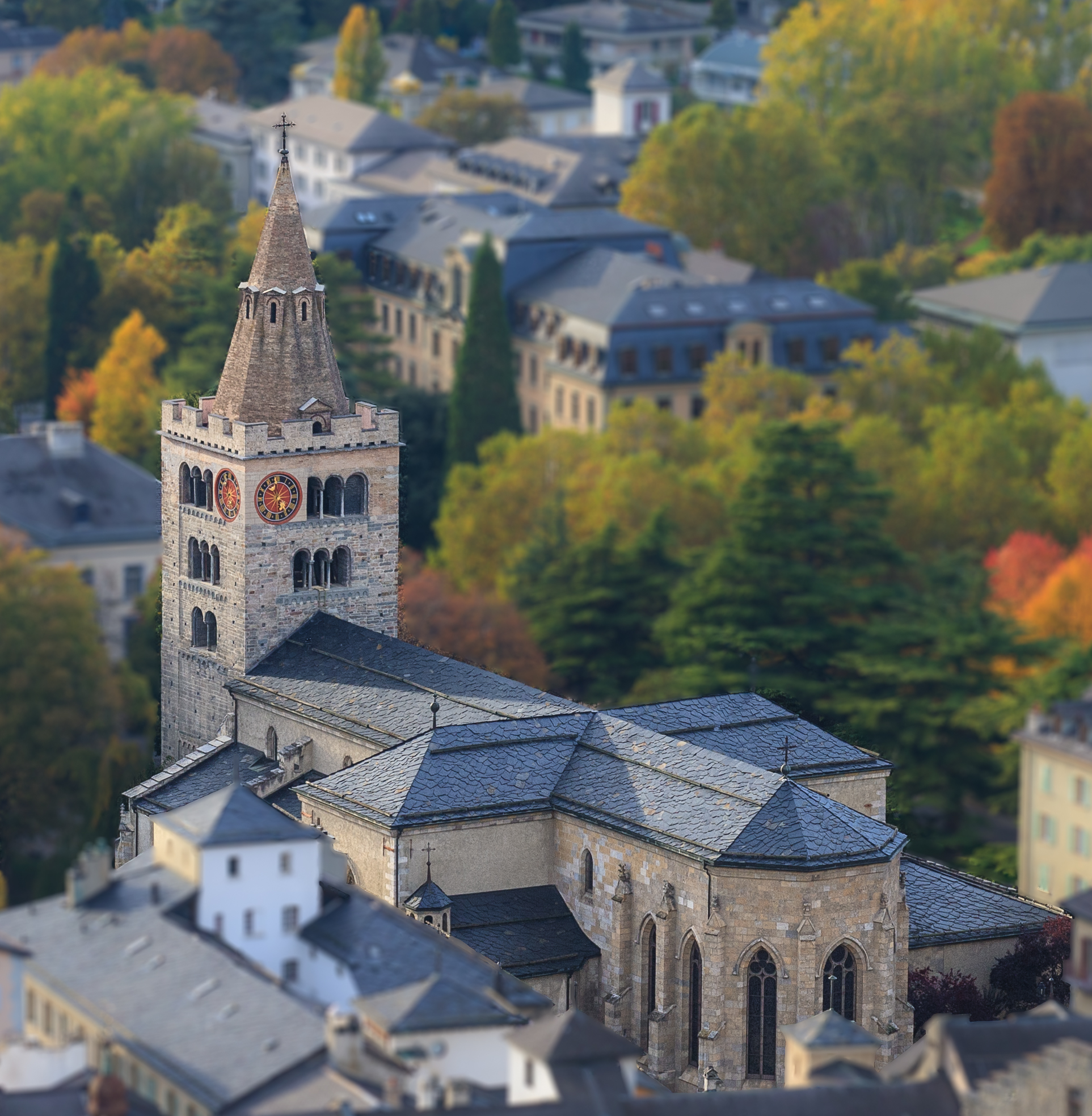
Notre-Dame du Glarier.

La Vieille-ville est un bourg médiéval particulièrement bien conservé : outre les châteaux sis sur les deux collines, de nombreux bâtiments importants s'y trouvent. On peut citer : le château de la Majorie, l'hôtel de ville, la Maison Supersaxo, le casino de Sion abritant le parlement cantonal valaisan, la cathédrale Notre-Dame (ou du Glarier) de Sion avec en face l'Évêché qui est le siège du diocèse de Sion, la Maison du Chapitre, l'église Saint-Théodule, le palais du gouvernement valaisan, la maison de la Diète et la Tour des Sorciers, un des rares vestiges du dernier mur d'enceinte avec la Tour du Guet située au pied du rocher de Valère.

### Espaces d'exposition
La Ville de Sion abrite les musées cantonaux - musée d'histoire, musée de la nature et musée d'art - ainsi que la Maison de la nature de Montorge. Le centre artistique et culturel de la Ferme-Asile, la Fondation Fellini pour le cinéma et la Galerie de la Grenette complètent l'offre en arts visuels. Le Théâtre de Valère et le Petithéâtre occupent la Place des Théâtres sur la colline de Valère.

### Bibliothèques et archives
Le centre culturel des Arsenaux abrite la Médiathèque Valais. La bibliothèque cantonale est ouverte au public en 1853 sous le nom de Bibliothèque cantonale du Valais. En 2000, elle adopte son nom actuel, Médiathèque Valais, et voit ses locaux déménager progressivement de la Rue des Verger à l'Avenue Pratifori. Depuis 2006, la Bibliothèque municipale de Sion et la Bibliothèque des jeunes sont intégrées au centre culturel des Arsenaux,,. La Ville de Sion abrite plus de dix autres bibliothèques telles que les bibliothèques scolaires du secondaire I et II, les bibliothèques de la HES-SO et la bibliothèque du Tribunal cantonal.
Les Archives de la Ville de Sion, situées à la Rue de la Tour, conservent les archives de l'administration communale depuis 1848 et un grand nombre de fonds privés, de photographies, de cartes postales, de plans et d'autres documents présentant un intérêt pour l'histoire de Sion.
Les Archives de l'État du Valais conservent depuis le XIe siècle les archives publiques des unités administratives de l’État du Valais, de certaines communes, bourgeoisies et paroisses valaisannes. Un patrimoine précieux pour comprendre le passé non seulement du canton, mais aussi de la ville de Sion. À l’étroit dans les locaux de la rue des Vergers, les AEV déménagent en mai 2016 leurs espaces administratifs et leur salle de consultation vers le nouveau centre culturel des Arsenaux.

### Musique
Le chœur Novantiqua de Sion s'est fait connaître en Suisse et à l'étranger, interprétant les grandes pages du répertoire classique, mais également de la musique contemporaine.

### Festivals et évènements
Divers festivals de musique y ont lieu, dont le Sion Festival et le concours international de violon Tibor Varga, le Sion sous les étoiles, le Guinness Irish Festival, le PALP Festival ou encore le Festival de l'orgue ancien, dédié au plus vieil orgue jouable du monde (c. 1390-1430) qui se trouve dans la Basilique de Valère.
Depuis mars 2003, la vieille ville de Sion est également dotée d'un marché traditionnel tous les vendredis de 8 h à 14 h.
Le carnaval de Sion est le plus grand carnaval du Valais central, attirant chaque année près de 60 000 personnes.

### Personnalités
- Paul Maurice de Torrenté (1690-1749), ecclésiastique et juriste sédunois.
- Joseph François Ignace Maximilien Schiner (1761-1845), général de division de la Révolution et de l'Empire né à Sion.
- Roger Bonvin, président de Sion en 1955, conseiller national puis conseiller fédéral de 1962 à 1973
- Fernand Dubuis (1908-1991), peintre-dessinateur
- Hermann Geiger, pilote des glaciers et chef de place à l'aérodrome civil de Sion, mort accidentellement en 1966
- Arnaud Jacquemet (1988-), joueur de hockey
- Frédéric Recrosio (1975-), humoriste, comédien et écrivain
- Shlomo Mintz, violoniste virtuose, directeur artistique du Festival international de musique de Sion Valais et président du jury du Concours international de violon de Sion Valais
- Henri Schwery, cardinal, membre de la Congrégation pour la Cause des Saints. Il est également grand-prieur de l'ordre équestre du Saint-Sépulcre de Jérusalem en Suisse.
- Tibor Varga, violoniste qui fonda le Festival international de musique Tibor Varga, mort à Sion en 2003
- Maurice Zermatten, écrivain valaisan
- Gilberte Favre (1945-), écrivain suisse
- Alain Geiger, footballeur le deuxième joueur suisse le plus capé de tous les temps (112 sélections).
- André Filippini (1924-2013), bobeur, médaillé olympique de bronze en bobsleigh aux Jeux olympiques de 1952 et ancien président du FC Sion de 1971 à 1977.
- Guy Evéquoz (1952-), escrimeur vice-champion olympique par équipe en escrime aux Jeux olympiques d'été de 1972.
- Jean-Blaise Evéquoz (1953-), escrimeur, médaillé olympique de bronze par équipe en escrime aux Jeux olympiques d'été de 1976.
- Jonathan Fumeaux (1988-), coureur cycliste suisse, membre de l'équipe Roth-Akros.
- Sophie Lamon (1985-), champion d'escrime, médaillée olympique de bronze par équipe en escrime aux Jeux olympiques d'été de 2000.
- Steve Locher (1967-), champion de ski, médaillé olympique de bronze, il sauve l’honneur en obtenant la seule médaille suisse en ski alpin aux Jeux olympiques de 1992.
- Sylviane Berthod, championne de ski
- Samael, groupe de black metal fondé en 1987
- Noémie Schmidt (1990-), actrice
- Suzanne Chappaz-Wirthner, ethnologue suisse
- Edmée Buclin-Favre (1927-), femme politique et féministe valaisanne
- Johanna Rittiner Sermier y est née en 1980.
- Nathalie Luyet Girardet (1966-), architecte urbaniste est née à Sion.
- Colette Mars, actrice française est morte à Sion.

### Héraldique
| Blason | Blasonnement : « Parti d'argent à deux étoiles de gueules et de gueules. » |

### Fonds d'archives
- Fonds : Sion, Paroisse (1669-2001) [1,71 mètre].  Cote : CH AEV, AP Sion. Sion : Archives de l'État du Valais (présentation en ligne).